# غويلرمو بلتران
غويلرمو بلتران (بالإسبانية: Guillermo Beltrán) هو مدرب كرة قدم ولاعب كرة قدم باراغواياني في مركز الهجوم، ولد في 24 يونيو 1984 في سان خوان باوتيستا، باراغواي ‏ في باراغواي. لعب مع أونس كالداس وسيرو بورتينيو ونادي فيتوريا وناسيونال أسونسيون.

## وصلات خارجية
- غويلرمو بلتران على موقع قاعدة بيانات كرة القدم.إي يو (الإنجليزية)
- غويلرمو بلتران على موقع ناشيونال فوتبول تيمز (الإنجليزية)
- غويلرمو بلتران على موقع Soccerway.com (الإنجليزية)
- غويلرمو بلتران على موقع AS.com (الإسبانية)